# Alberto Moleiro González
Alberto Moleiro González (Santa Cruz de Tenerife, 30 de setembre de 2003) és un futbolista professional canari que juga al Vila-real Club de Futbol com a extrem o migcampista ofensiu.

## Carrera de club
Nascut a Santa Cruz de Tenerife, Illes Canàries, Moleiro es va incorporar a la formació juvenil de la UD Las Palmas el 2018, procedent del CD Sobradillo. Inicialment assignat a la plantilla del Juvenil C, posteriorment va representar el Juvenil B i el Juvenil A abans de debutar amb el filial el 15 de desembre de 2019, i va entrar com a substitut a la segona part en una derrota fora de casa contra el Coruxo FC a la Segona Divisió B.
Moleiro va debutar amb el primer equip amb només 17 anys el 15 d'agost de 2021, substituint Maikel Mesa en un empat a casa per 1-1 contra el Real Valladolid al campionat de Segona Divisió. Va marcar el seu primer gol com a professional l'11 de setembre, aconseguint l'empat en un empat 1-1 a casa contra la UD Eivissa.

## Carrera internacional
Moleiro va aparèixer per primera vegada amb la selecció sub-19 d'Espanya el setembre de 2021, en dos amistosos contra Mèxic. Va marcar el seu primer gol amb l'equip el 16 de novembre, en una derrota per 6-0 contra l'Azerbaidjan.

## Estil de joc
Tot i ser comparat sovint amb Pedri, un altre jugador format al juvenil de Las Palmas, Moleiro juga en un paper més avançat com a migcampista ofensiu. Més aviat petit d'alçada, se l'elogia per la seva verticalitat, la seva capacitat d'associació amb els companys i la seva capacitat de xut.

## Palmarès
Individual
- Jugador del mes de la primera divisió: novembre de 2023